# Wilhelm von Wedel (Polizeipräsident)
Wilhelm Alfred Karl Leo Graf von Wedel (* 18. November 1891 in Berlin; † 19. Oktober 1939 in Potsdam) war ein deutscher Polizeipräsident und SS-Brigadeführer.

## Herkunft
Wilhelm Alfred Karl Leo Graf von Wedel wurde am 18. November 1891 in Berlin geboren. Sein Vater war Ernst August Graf von Wedel (* 5. Juni 1838 in Osnabrück; † 25. November 1913 in Weimar), seit 1890 Oberstallmeister am Hof Kaiser Wilhelm II., vorher in gleicher Funktion am Hof des Großherzogs von Sachsen-Weimar, 1892 Exzellenz, 1905 Obertruchsess. Seine Mutter war Johanna Marie Leonie von Wagner (* 20. Dezember 1858 in Aachen; † 16. März 1932 in Weimar), Tochter des Aachener Tuchfabrikanten und Kommerzienrats Emil von Wagner (1814–1897). Wilhelm hatte drei Brüder (Emil, Jürgen-Ernst und Alfred) und eine Schwester (Alice).

## Familie
Wilhelm heiratete am 6. September 1919 in Berlin Ida Ludowica Amalie von Schubert (1895–1971), Tochter des Generalleutnants Conrad von Schubert. Aus der Ehe sind drei Kinder entsprossen.
- Ernst-August (* 1920)
- Beatrix (1921–1970), ⚭ 1946 mit Matthias von Bredow (* 1919)
- Wilhelm (1922–1941), gefallen

## Leben und Wirken
Wedel war der Sohn eines kaiserlichen Oberstallmeisters. Nach dem Besuch des Wilhelm-Ernst-Gymnasiums in Weimar und dem Abitur Ostern 1911 trat Wedel 1911 als Fahnenjunker in das Regiment der Gardes du Corps in Potsdam ein und wurde im Jahr darauf zum Leutnant befördert. Er nahm durchgehend am Ersten Weltkrieg teil. Wedel schied 1919 aus der Armee aus.
Er wurde bei einer Berliner Bank tätig und kaufte 1925 das nur noch 175 ha kleine Rittergut Lohm II in der Ostprignitz, das er in der Folge verwaltete. Er schloss sich 1930 dem Stahlhelm an und wurde 1932 Mitglied der NSDAP (Mitgliedsnummer 971.340) und SA, wo er bis zum Oberführer bei der SA-Gruppe Berlin-Brandenburg aufstieg.
Nach der nationalsozialistischen „Machtergreifung“, er war beim Tag von Potsdam zu sehen, wurde er am 2. August 1933 vertretungsweise Landrat im Landkreis Ostprignitz mit Dienstsitz Kyritz und wurde mit dieser Funktion am 1. August 1934 offiziell betraut. Dadurch war er auch gleich im Aufsichtsrat der regionalen Eisenbahn-Gesellschaft.
Wedel wechselte 1935 im Rang eines Oberführers von der SA zur SS (SS-Nr. 254.391). Im Dezember 1935 folgte er Wolf-Heinrich von Helldorff zunächst kommissarisch im Amt des Polizeipräsidenten von Potsdam nach und übernahm dieses Amt im Juni 1936 offiziell. In Personalunion leitete er auch die Gestapo im Regierungsbezirk Potsdam. Zudem war er Beisitzer am Volksgerichtshof. Zum 20. April 1938 wurde er zum SS-Brigadeführer befördert. Sein Dienstsitz war auch sein Wohnsitz in der Potsdamer Priesterstraße.

### Familie/Genealogie
- Gothaisches Genealogisches Taschenbuch der Gräflichen Häuser. Zugleich Adelsmatrikel der Deutschen Adelsgenossenschaft. Teil A (Uradel). 115. Jahrgang. 1942. Justus Perthes, Gotha 5. November 1941, S. 626.
- Gottfried Graf Finck v. Finckenstein/ Christoph Franke (Bearb.): Genealogisches Handbuch der Gräflichen Häuser, Band XIX, Band 146 der Gesamtreihe GHdA, Hrsg. Deutsches Adelsarchiv, C. A. Starke, Limburg an der Lahn 2009, S. 568–569. ISBN 978-3-7980-0846-5.